# Parque nacional Laguna Blanca
El parque nacional Laguna Blanca (estrictamente parque y reserva nacional Laguna Blanca) es un área natural protegida ubicada en el departamento Zapala en el centro oeste de la provincia del Neuquén en Argentina. El área ocupa una extensión de 11 250 Has. La superficie del parque nacional Laguna Blanca se subdivide en dos áreas de manejo: parque nacional con 8213 ha y reserva nacional con 3038 ha. 

## Características generales
El territorio del parque nacional es un rectángulo, teniendo sus lados 15 km y 7,5 km."El objeto de creación del parque nacional fue el de proteger el ecosistema de la laguna Blanca, que alberga una de las poblaciones más abundantes de cisnes de cuello negro, junto a una gran variedad de otras aves acuáticas. También protege un amplio sector de ecosistemas terrestres representativos de la estepa patagónica".
La protección de esta zona se debe también a que cuenta con importantes yacimientos arqueológicos de origen mapuche. Estos restos están diseminados y comprenden pequeños fragmentos de cerámicas pertenecientes a vasijas y algunas puntas de flechas y raspadores (industria precerámica bastante conservada), manos de mortero hechas con lava volcánica, como así también gran cantidad de esquirlas, realizadas en obsidiana (vidrio volcánico) y sílices diversos.
La laguna Blanca está sobre el nivel del mar a 1230 metros y tiene una superficie aproximada de 1700 hectáreas y con un máximo en su profundidad de 10 metros. El límite sudoeste del parque nacional corta a la laguna Blanca en dos de sus brazos, que quedan fuera del área protegida. Otras 8 lagunas menores están dentro del parque nacional, entre ellas las lagunas Verde, Jabón, Antonio, del Molle, del Hoyo y parte de la del Cuero. Llegan a la laguna dos arroyos de escaso caudal: el Llano Blanco y el Pichi-Ñireco. Las dos elevaciones principales del parque son el cerro de La Laguna y el cerro Mellizo Sud.

## Historia previa
Hasta el siglo XVIII el territorio estaba habitado por los Mapuches. 
Los Mapuches, se confeccionaban todas las herramientas de caza con material del sitio, utilizaban la roca, huesos y madera. Los antiguos habitantes se alimentaban de la caza y de la pesca aprovechando las riquezas de la laguna, cerca tenían los bosques de araucarias. Recolectaban frutos y tenían como alimento de preferencia el guanaco que habitaba en toda la extensión.
En julio de 1939 el intendente de la reserva nacional Lanín, agrimensor Carlos A. Sambrizzi, elevó un informe al directorio de Parques Nacionales proponiendo la creación de la reserva nacional Laguna Blanca, expresando que: (...) por su situación geográfica, extensión y características especiales, puede considerarse única en la América del Sud, lo que prueba su extraordinaria población de cisnes. El 20 de julio de 1939 el directorio pidió al Ministerio de Agricultura que se dicte el: (...) decreto necesario, por el que se declare Reserva con destino a Parque Nacional la superficie de los lotes 21, 24 y 25 de la Sección XX del Territorio Nacional del Neuquén (...)

## Creación y legislación
Mediante el decreto n.º 63601 de 31 de mayo de 1940 fue creada la reserva nacional Laguna Blanca con el fin de creación de un parque nacional.

Art. 1° - Destínase el ángulo Sud Oeste del lote N° 25 de la Sección XX del Territorio del Neuquén, reservado con fines de utilidad pública por decreto de 27 de septiembre de 1911, para Parque Nacional, y resérvese con el mismo destino el resto del lote N° 25 de que se trata, y los lotes N° 21 y 24 de la misma Sección y Territorio.
 Art. 2° - La Dirección de Parques Nacionales dispondrá de la tierra a que se refiere el artículo 1° a los efectos de la conservación de la fauna y flora existente, y procederá a determinar qué área le será indispensable para la finalidad de la reserva y la superficie definitiva de la misma.

El decreto ley n.º 9504/1945 de 28 de abril de 1945 declaró parque nacional a la reserva:

Art. 8º - Créase el Parque Nacional "Laguna Blanca" en las tierras reservadas con ese destino por el Decreto Nº 63.601 del 31 de Mayo de 1940, cuyos límites definitivos fijará el Poder Ejecutivo a propuesta de la Administración General de Parques Nacionales y Turismo.

El decreto n.º 12054/1946 de 30 de abril de 1946 ordenó el texto de la ley n.° 12103 agregando ese artículo como artículo 21 de la misma. Los dos decretos de gobiernos de facto fueron ratificados por ley n.° 13895 sancionada el 30 de septiembre de 1949.
La provincia del Neuquén fue creada por la ley n.º 14408 sancionada el 16 de junio de 1955 y promulgada por decreto n.º 9947/1955 de 28 de junio de 1955, que dispuso:

ARTICULO 10. - Pasarán al dominio de las nuevas provincias los bienes situados dentro de sus respectivos límites territoriales que pertenezcan al dominio público o privado de la Nación, excepto aquellos que necesite destinar a un uso o servicio público nacionales, en cuyo caso la reserva deberá establecerse por Ley de la Nación dentro de los tres años de promulgada la presente.

El decreto ley n.° 654/1958 de 21 de enero de 1958 dispuso:

Art. 5º - En los términos del artículo 10° de la Ley Nº 14.408 continuarán perteneciendo al dominio del Estado Nacional los parques nacionales y monumentos naturales siguientes: (...) b) Parque Nacional Laguna Blanca, en la provincia de Neuquén, con los límites señalados por Decreto N° 63.691, de fecha 31 de mayo de 1940;

La ley n.º 19292, sancionada y promulgada el 11 de octubre de 1971, reiteró la declaración de parque nacional y creó la reserva nacional Laguna Blanca:

Artículo 1°.- Decláranse Parque Nacional las superficies comprendidas dentro de los límites que más adelante se expresan y de acuerdo a la siguiente denominación:
 7 - Parque Nacional Laguna Blanca.
 Art. 2°.- Decláranse Reserva Nacional las superficies comprendidas dentro de los límites que más adelante se expresan y de acuerdo a la siguiente denominación:
 12 - Reserva Nacional Laguna Blanca.
 Art. 3°.- Los límites de los Parques Nacionales a que se refiere el artículo primero son: (...) 7. - PARQUE NACIONAL LAGUNA BLANCA
 Partiendo del esquinero sur del lote 25, común a los lotes 26 y 28 de la sección XX de la Provincia del Neuquén, el límite se determina por el límite común a los lotes 25 y 28, con rumbo noroeste; hasta llegar al punto acotado 1297 de la plancheta hoja número 3969-19. Desde este punto y con rumbo Nordeste se llegará al punto acotado 1279 de la citada plancheta. Desde este punto y también con rumbo nordeste llegará al punto acotado 1290. Desde aquí con rumbo sudeste al punto acotado 1.376, sobre la línea límite de los lotes 20 y 21 de la sección XX. Desde este punto el límite continuará con rumbo sudeste por el límite común a los lotes 20 y 21 hasta encontrar el esquinero común a los lotes 19, 20, 21 y 22. Desde aquí y con rumbo sudoeste seguirá por el límite común a los lotes 21, 24, 25 y 22, 23 y 26, todos ellos de la sección XX hasta encontrar el punto de partida de la presente descripción.
 Art. 4°.- Los límites de las Reservas Nacionales a que se refiere el artículo segundo son: (...) 12. - RESERVA NACIONAL LAGUNA BLANCA
 Partiendo del punto acotado 1297 de la plancheta hoja número 3969-19, el límite seguirá por rumbo noroeste por el límite común a los lotes 25 y 28 de la sección XX de la Provincia del Neuquén, hasta encontrar el esquinero común a los citados lotes 25 y 28. Desde aquí se continúa con rumbo noreste por el límite de los lotes 25, 24 y 21 de la sección XX, con los lotes 27, 26, 23 y 22 de la sección XXI hasta encontrar el esquinero común a los lotes 20 y 21 de la sección XX. Desde aquí con rumbo sudeste por el límite común a los lotes 20 y 21 hasta encontrar el punto acotado 1.376 de la citada plancheta. Desde aquí con rumbo noroeste hasta el punto acotado 1290. Luego seguirá con rumbo suroeste hasta el punto acotado 1279 y luego seguirá con el mismo rumbo hasta el punto de partida de la presente descripción.

El decreto n.º 2149/1990 del 10 de octubre de 1990 designó a parte del parque nacional como reserva natural estricta.

Artículo 1° — Créanse las siguientes RESERVAS NATURALES ESTRICTAS (RNE) en tierras del dominio de la Nación: (...)
 12) RNE Laguna Blanca, abarcando el Parque Nacional Laguna Blanca en la Provincia del Neuquén.

Los límites de la reserva natural estricta fueron modificados por el decreto n.º 453/1994 de 23 de marzo de 1994, que la redujo y creó la reserva natural silvestre.
En 1993 fue elaborado el Plan General de Manejo del Parque Nacional Laguna Blanca y en 2017 fue actualizado como Plan de Gestión Parque Nacional Laguna Blanca.

## Flora y fauna

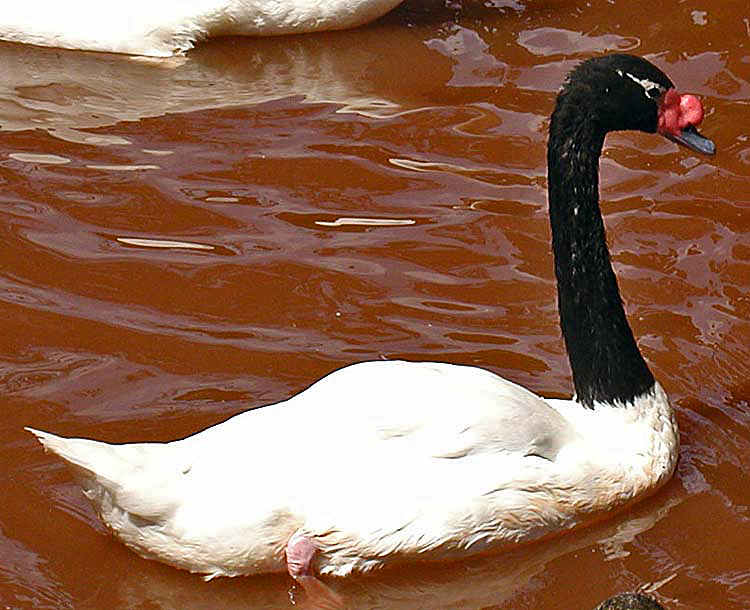
Cisne de cuello negro.

Laguna Blanca está incluido en la provincia fitogeográfica patagónica (o de la estepa patagónica). Dentro de ésta incluye a las subregiones patagónica occidental (dominio andinopatagónico) y Payunia. En el parque predomina la estepa arbustiva, baja y espinosa, con más cantidad de arbustos xerófilos que gramíneas. La estepa arbustiva puede considerarse la comunidad clímax, al menos en las zonas más bien llanas. En la cima de los cerros más altos hay componentes
del distrito fitogeográfico altoandino austral.
Hay 17 especies de mamíferos nativos y dos exóticos: la liebre europea (Lepus europaeus) y el conejo (Oryctolagus cuniculus). De las 119 especies de aves avistadas, 25 son nidificantes.

## Administración
Por resolución n.º 126/2011 de la Administración de Parques Nacionales de 19 de mayo de 2011 se dispuso que parque nacional encuadrara para los fines administrativos en la categoría áreas protegidas de complejidad III, por lo cual tiene a su frente un intendente designado, del que dependen 4 departamentos (Administración; Obras y Mantenimiento; Guardaparques Nacionales; Conservación y Uso Público) y la división de Despacho y Mesa de Entradas, Salidas, y Notificaciones. La intendencia tiene su sede en la ciudad de Zapala, ubicada a 30 km del parque nacional.